# Fraga (obwód iwanofrankiwski)
Fraga (ukr. Фрага, trl. Fraga) – wieś na Ukrainie w rejonie rohatyńskim w obwodzie iwanofrankowskim, położona nad rzeką Świrż, 651 mieszkańców (2001), wymieniana w 1460. Przez wieś przebiega ukraińska droga krajowa N09.
Nazwa prawdopodobnie pochodzi od łac. fraga - poziomki.

## Historia
W I Rzeczypospolitej Fraga znajdowała się w województwie ruskim, należała do parafii katolickiej w Podkamieniu. Od I rozbioru w zaborze austriackim.
W II Rzeczypospolitej Fraga znajdowała się w powiecie rohatyńskim w województwie stanisławowskim do 1945 w Polsce. 
Od 1939 włączona do ZSRR.
Od 1948 do 1993 wieś nazywała się Jagodiwka ukr. Ягодівка.

### Zbrodnie we Fradze
19 lutego 1944 oddział UPA zamordował tutaj kilkudziesięciu Polaków (według różnych źródeł od 30 do co najmniej 45), w tym dwóch zakonników: gwardiana i administratora parafii klasztoru bernardynów we Fradze o. Stanisława Szafrańca OFM (imię zakonne Joachim) i brata Antoniego Sałka OFM (imię zakonne Roch) oraz aspiranta do zakonu Euzebiusza Kamińskiego. W tym samym czasie doszło do zbrodni UPA w sąsiednim Podkamieniu.
Zdaniem Komańskiego, Siekierki i Różańskiego w latach 1943-1944 nacjonaliści ukraińscy z Ukraińskiej Powstańczej Armii zamordowali we Fradze łącznie 66 Polaków.

## Zabytki
We wsi zachowana drewniana cerkiew greckokatolicka św. Mikołaja z 1933, pierwsza cerkiew wymienia w dokumentach w 1573.

## Wizerunek Matki Boskiej Fraskiej
Z Fragi pochodzi XVII w. wizerunek Matki Boskiej Fraskiej, który pierwotnie znajdował się na terenie kościoła i klasztoru bernardynów znajdującym się na wzgórzu Skała ukr. Скала. W roku 1807 bernardyni byli zmuszeni opuścić Fragę na skutek decyzji Gubernium lwowskiego i przenieść się do Brzeżan. W końcu XIX wieku bernardyni wrócili do Fragi i odbudowali zaniedbany i zrujnowany klasztor. Niestety w lipcu roku 1944 kościół i klasztor bernardynów zostały wysadzone w powietrze, a około roku 1952 ruiny ostatecznie rozebrano. Obraz Matki Boskiej Fraskiej został przeniesiony do miejscowej cerkwi przez greckokatolickiego księdza. Kopia wizerunku Fraskiej Madonny, wykonana w końcu XIX wieku w Brzeżanach obecnie znajduje się w kościele św. Antoniego z Padwy na Czerniakowie w Warszawie.